# Элтемский дворец
Элтемский дворец (англ. Eltham Palace) — особняк в Элтеме на юго-востоке Лондона, Англия, в королевском боро Гринвич. Он состоит из средневекового большого зала, являвшегося в XIV—XVI веках королевской резиденцией, и созданной в 1930-х годах пристройки в стиле арт-деко. Интерьер пристройки считается шедевром современного дизайна. Элтемский дворец является собственностью короны и управляется Комиссией по историческим зданиям и памятникам Англии, которая взяла на себя ответственность за большой зал в 1984 году и за остальную часть объекта в 1995 году.

## История
В 1305 году епископ Дарема Энтони Бик подарил Элтемский дворец королю Эдуарду II. До XVI века дворец использовался в качестве королевской резиденции. По одной из версий, именно там произошел инцидент, вдохновивший Эдуарда III на создание ордена Подвязки. В 1401 году в Элтеме был устроен рыцарский турнир в честь Мануила II Палеолога — единственного византийского императора, посетившего Англию. Король Эдуард IV в 1470-х годах построил Большой зал. Именно в Элтемском дворце вырос его внук Генрих VIII; в 1499 году восьмилетний принц встретился там с Эразмом Роттердамским, оставившим описание этой встречи.
Тюдоры часто использовали Элтемский дворец для празднования Рождества. После перестройки Гринвичского дворца, до которого было легче добираться по реке, Элтем оказался в относительном забвении: монархи только охотились в его закрытых парках, куда приезжали из Гринвича. В 1630-х годах ряд комнат во дворце получил в пользование Антонис ван Дейк. Во время гражданской войны деревья в парках были вырублены, олени перебиты, дворец превратился в руины и не был восстановлен. После Реставрации Карл II пожаловал Элтем Джону Шоу, потомки которого владели руинами до 1893 года.
В 1933 году супруги Стивен и Вирджиния Курто арендовали земельный участок под дворцом на 99 лет и заказали компании Seely & Paget реставрацию большого зала и строительство рядом с ним современного дома. Дизайн главного здания был вдохновлён работами Кристофера Рена в Гемптон-Корте и кембриджском Тринити-колледже. Внутреннее убранство дома выполнено в стиле арт-деко. Будучи заядлыми садоводами, Курто существенно изменили окружающую дворец территорию. В начале войны здание большого зала было сильно повреждено немецкими зажигательными бомбами. В 1944 году семья Курто переехала в Шотландию, а затем в Южную Родезию, передав дворец Королевскому армейскому учебному корпусу. В 1948 году корпус перевёл во дворец всю свою администрацию, а в 1992 году штаб корпуса переехал в лагерь Уорти-Даун в Хэмпшире.
Комиссия по историческим зданиям и памятникам Англии взяла на себя ответственность за большой зал в 1984 году и за остальную часть объекта в 1995 году